# Gare d’Andrézieux
Gare d’Andrézieux vasútállomás Franciaországban, Andrézieux-Bouthéon településen.

## Vasútvonalak
Az állomást az alábbi vasútvonalak érintik:
- Clermont-Ferrand–Saint-Just-sur-Loire-vasútvonal

## Kapcsolódó állomások
A vasútállomáshoz az alábbi állomások vannak a legközelebb:
- Gare de Bonson
- Gare de La Fouillouse